# La Rivière-Enverse
La Rivière-Enverse település Franciaországban, Haute-Savoie megyében. Lakosainak száma 490 fő (2022. január 1.). La Rivière-Enverse Arâches-la-Frasse, Châtillon-sur-Cluses, Morillon, Saint-Sigismond, Taninges és Verchaix községekkel határos.

## Népesség
A település népességének változása:
| Lakosok száma | 447  | 457  | 469  | 468  | 469  | 470  | 477  | 483  | 490  |
|               | 2013 | 2015 | 2016 | 2017 | 2018 | 2019 | 2020 | 2021 | 2022 |